# 2006-os Red Bull Air Race Világkupa, spanyol futam
A 2006-os Red Bull Air Race Világkupa második futamát Spanyolországban, Barcelonában rendezték.

## Edzések

### 1. Edzés
|   | Rsz. | Versenyző         | Repülőgép  | Csapat    | 1. Köridő | 2. Köridő | Futamidő | Kül.   | Büntetés |
| - | ---- | ----------------- | ---------- | --------- | --------- | --------- | -------- | ------ | -------- |
| 1 |      | Frank Versteegh   | Extra 300L | Versteegh |           | 01:11.42  | 01:30.80 |        |          |
| 2 |      | Nigel Lamb        | Extra 300S | Lamb      | 00:39.79  | 01:19.22  | 01:36.61 | + 5.81 | 3        |
| 3 |      | Paul Bonhomme     | Edge 540   | Bonhomme  | 00:35.60  | 01:21.95  | 01:38.93 | + 8.13 | 6        |
| 4 |      | Alejandro Maclean | Edge 540   | Maclean   | 00:43.10  | 01:22.00  | 01:38.99 | + 8.19 | 6        |
| 5 |      | Michael Goulian   | MX2        | Goulian   | 00:40.51  | 01:20.61  | 01:39.30 | + 8.5  | 9        |
| 6 |      | Steve Jones       | Edge 540   | Jones     | 00:38.96  | 01:20.18  | 01:40.67 | + 9.87 | 3        |

### 2. Edzés
|    | Rsz. | Versenyző         | Repülőgép  | Csapat    | 1. Köridő | 2. Köridő | Futamidő | Kül.    | Büntetés |
| -- | ---- | ----------------- | ---------- | --------- | --------- | --------- | -------- | ------- | -------- |
| 1  |      | Mike Mangold      | Edge 540   | Mangold   | 00:29.92  | 01:02.53  | 01:19.76 |         |          |
| 2  |      | Besenyei Péter    | Extra 300S | Red Bull  | 00:32.13  | 01:05.29  | 01:23.53 | + 3.77  |          |
| 3  |      | Kirby Chambliss   | Edge 540   | Red Bull  | 00:32.76  | 01:10.95  | 01:28.20 | + 8.44  | 9        |
| 4  |      | Paul Bonhomme     | Edge 540   | Bonhomme  | 00:32.57  | 01:08.32  | 01:28.85 | + 9.09  |          |
| 5  |      | Michael Goulian   | MX2        | Goulian   | 00:37.25  | 01:10.21  | 01:29.07 | + 9.31  | 6        |
| 6  |      | Klaus Schrodt     | Extra 300S | bwin      | 00:33.73  | 01:09.98  | 01:29.25 | + 9.49  |          |
| 7  |      | Nicolas Ivanoff   | Extra 300S | Hamilton  | 00:35.49  | 01:10.36  | 01:30.78 | + 11.02 |          |
| 8  |      | Nigel Lamb        | Extra 300S | Lamb      | 00:34.27  | 01:09.05  | 01:31.17 | + 11.41 |          |
| 9  |      | Alejandro Maclean | Edge 540   | Maclean   | 00:34.05  | 01:14.49  | 01:33.49 | + 13.73 | 9        |
| 10 |      | Steve Jones       | Edge 540   | Jones     | 00:36.06  | 01:11.76  | 01:33.96 | + 14.2  | 3        |
| 11 |      | Frank Versteegh   | Extra 300L | Versteegh | 00:36.25  | 01:18.33  | 01:39.81 | + 20.05 | 3        |

### 3. Edzés
|    | Rsz. | Versenyző         | Repülőgép  | Csapat    | 1. Köridő | 2. Köridő | Futamidő | Kül.    | Büntetés |
| -- | ---- | ----------------- | ---------- | --------- | --------- | --------- | -------- | ------- | -------- |
| 1  |      | Mike Mangold      | Edge 540   | Mangold   | 00:27.88  | 00:59.43  | 01:15.69 |         |          |
| 2  |      | Besenyei Péter    | Extra 300S | Red Bull  | 00:29.46  | 01:00.30  | 01:17.89 | + 2.2   |          |
| 3  |      | Kirby Chambliss   | Edge 540   | Red Bull  | 00:29.84  | 01:00.30  | 01:19.78 | + 4.09  |          |
| 4  |      | Nigel Lamb        | Extra 300S | Lamb      | 00:31.03  | 01:03.81  | 01:22.99 | + 7.3   |          |
| 5  |      | Michael Goulian   | MX2        | Goulian   | 00:30.68  | 01:05.43  | 01:24.42 | + 8.73  |          |
| 6  |      | Nicolas Ivanoff   | Extra 300S | Hamilton  | 00:30.68  | 01:05.43  | 01:24.42 | + 8.73  |          |
| 7  |      | Klaus Schrodt     | Extra 300S | bwin      | 00:31.76  | 01:05.53  | 01:24.42 | + 8.73  |          |
| 8  |      | Alejandro Maclean | Edge 540   | Maclean   | 00:34.90  | 01:09.52  | 01:27.17 | + 11.48 | 3        |
| 9  |      | Steve Jones       | Edge 540   | Jones     | 00:33.25  | 01:07.87  | 01:27.29 | + 11.6  |          |
| 10 |      | Paul Bonhomme     | Edge 540   | Bonhomme  | 00:34.69  | 01:08.90  | 01:28.93 | + 13.24 |          |
| 11 |      | Frank Versteegh   | Extra 300L | Versteegh | 00:36.10  | 01:16.92  | 01:38.57 | + 22.88 | 3        |

## Kvalifikációs Futam
|    | Rsz. | Versenyző         | Repülőgép  | Csapat    | Idő      | Kül.    |
| -- | ---- | ----------------- | ---------- | --------- | -------- | ------- |
| 1  |      | Mike Mangold      | Edge 540   | Mangold   | 01:16.90 |         |
| 2  |      | Besenyei Péter    | Extra 300S | Red Bull  | 01:17.89 | + 0.99  |
| 3  |      | Kirby Chambliss   | Edge 540   | Red Bull  | 01:19.78 | + 2.88  |
| 4  |      | Nigel Lamb        | Extra 300S | Lamb      | 01:23.15 | + 6.25  |
| 5  |      | Michael Goulian   | MX2        | Goulian   | 01:23.23 | + 6.33  |
| 6  |      | Klaus Schrodt     | Extra 300S | bwin      | 01:25.35 | + 8.45  |
| 7  |      | Steve Jones       | Edge 540   | Jones     | 01:27.29 | + 10.39 |
| 8  |      | Nicolas Ivanoff   | Extra 300S | Hamilton  | 01:27.77 | + 10.87 |
| 9  |      | Paul Bonhomme     | Edge 540   | Bonhomme  | 01:28.93 | + 12.03 |
| 10 |      | Alejandro Maclean | Edge 540   | Maclean   | 01:29.98 | + 13.08 |
| 11 |      | Frank Versteegh   | Extra 300L | Versteegh | 01:38.57 | + 21.67 |

## Futam

### Végeredmény
|    | Rsz. | Versenyző         | Repülőgép  | Csapat    | 1. Köridő | 2. Köridő | Futamidő | Kül.    | Büntetés |
| -- | ---- | ----------------- | ---------- | --------- | --------- | --------- | -------- | ------- | -------- |
| 1  |      | Besenyei Péter    | Extra 300S | Red Bull  | 01:17.29  | 01:16.53  | 02:33.82 |         |          |
| 2  |      | Mike Mangold      | Edge 540   | Mangold   | 01:19.36  | 01:20.20  | 02:39.56 | + 5.74  | 3        |
| 3  |      | Kirby Chambliss   | Edge 540   | Red Bull  | 01:21.28  | 01:19.67  | 02:40.95 | + 7.13  | 6        |
| 4  |      | Klaus Schrodt     | Extra 300S | bwin      | 01:24.53  | 01:23.77  | 02:48.30 | + 14.48 |          |
| 5  |      | Nicolas Ivanoff   | Extra 300S | Hamilton  | 01:26.06  | 01:24.02  | 02:50.08 | + 16.26 |          |
| 6  |      | Nigel Lamb        | Extra 300S | Lamb      | 01:27.70  | 01:23.89  | 02:51.59 | + 17.77 |          |
| 7  |      | Alejandro Maclean | Edge 540   | Maclean   | 01:27.86  | 01:25.46  | 02:53.32 | + 19.5  | 6        |
| 8  |      | Paul Bonhomme     | Edge 540   | Bonhomme  | 01:27.72  | 01:26.07  | 02:53.79 | + 19.97 |          |
| 9  |      | Michael Goulian   | MX2        | Goulian   | 01:27.33  | 01:27.03  | 02:54.36 | + 20.54 | 6        |
| 10 |      | Steve Jones       | Edge 540   | Jones     | 01:31.51  | 01:28.81  | 03:00.32 | + 26.5  |          |
| 11 |      | Frank Versteegh   | Extra 300L | Versteegh | 01:35.01  | 01:30.90  | 03:05.91 | + 32.09 |          |